# Prawda (tygodnik powstania styczniowego)
Prawda – jedno z wydawanych w czasie powstania styczniowego tajnych czasopism, które ukazywało się w okresie od kwietnia do lipca 1863 roku. W tekstach akcentowano niezależność od Rządu Narodowego, apelowano o porozumienie między stronnictwami białych i czerwonych, potępiano przejawy ugodowości władz powstańczych oraz wyrażano sceptycyzm w sprawie skutecznej interwencji innych mocarstw. Nie zajmowano się problematyką socjalno-ekonomiczną uznając, że sprawy te powinny być rozstrzygnięte po odzyskaniu niepodległości.

## Historia
Po upadku powstania listopadowego w Królestwie Polskim Komitet Cenzur rygorystycznie ograniczał jawny obieg informacji. Przygotowujące kolejne powstanie tajne koła patriotyczne tworzyły konspiracyjne drukarnie, w których powielano różnego rodzaju pisma, stosując różne techniki drukarskie, np. litografowanie rękopisów lub metody zecerskie.
Wiosną i w lecie 1863 roku, po wybuchu powstania styczniowego, miesięcznie ukazywało się 19–28 numerów różnych czasopism. Pochodziły z drukarni narodowych Wydziału Prasy RN oraz z wydawnictw prywatnych, tworzonych z inicjatywy grup reprezentujących różne stronnictwa polityczne. W całym okresie powstania ukazało się łącznie ponad 300 numerów prasy tajnej, w tym 212 w Królestwie Polskim.

## Redakcja, druk i kolportaż
Informacje o składzie redakcji „Prawdy” nie są kompletne. Wiadomo, że pismo redagowało wiele osób, m.in. Władysław Sabowski (sympatyzujący z czerwonymi dziennikarz, literat i poeta), Aleksander Kraushar, Henryk Merzbach, Józef Warzymski. Zecerami byli Józef Harasimowicz i Jan Wójcicki. Drukarnie znajdowały się prawdopodobnie w Jabłonnie i Zasławiu oraz w Warszawie (róg ul. Żurawiej i Kruczej).
Pismo było wydawane niemal regularnie (w przybliżeniu co tydzień), co charakteryzowało niewiele tajnych wydawnictw. Stosowano druk obustronny z łamaniem na 2 lub 3 szpalty. W zachowanych egzemplarzach obserwuje się zmienny format czcionek, co było wówczas stosowane ze względów konspiracyjnych. W okresie 19 kwietnia – 19 czerwca wydano 9 numerów 1-kartkowych (po 2 strony), a w okresie 26 czerwca – 27 lipca –  3 numery 2-kartkowe (po 4 strony).
Kolportażem zajmowali się przede wszystkim warszawscy studenci. Gazety, roznoszone w rękawach mundurów, trafiały głównie do czytelników w Warszawie (w mniejszej liczbie – na prowincji). Cena pisma wynosiła: 10–15 groszy.

## Treść czasopisma
Pismo było wydawane z własnej inicjatywy, lecz z początkową autoryzacją reaktywowanego Tymczasowego RN (21 marca – 23 maja) i Rządu czerwonych prawników (23 maja – 10 czerwca). W tym okresie było najpoważniejszym organem prasy powstańczej. Z biegiem wydarzeń pismo straciło poparcie RN, publikując treści niezgodne z postawą RN Karola Majewskiego (14 czerwca – 17 września). W związku z opublikowaniem 26 czerwca artykułu Powstanie polskie i dyplomacja redakcja otrzymała urzędowe ostrzeżenie, które opublikowano w następnym numerze, 6 lipca, wraz z redakcyjnym komentarzem.
Sprawa stała się sensacją przekraczającą granice Polski – była tematem komentarzy, publikowanych w prasie zachodniej. Berlińskie pismo satyryczne – „Kladderadatsch” – opublikowało karykaturę, bardzo nieprzychylną dla władz tłumiących wolność słowa.
Rządowa krytyka spowodowała, że „Prawdę” potępiono w innych tajnych polskich czasopismach, nie tylko warszawskich. Redaktorzy zostali w ten sposób zmuszeni do zawieszenia wydawania pisma. Informację o tej decyzji zamieszczono w numerze 12, który ukazał się 27 lipca (z dwutygodniowym opóźnieniem).
| Numer | Data        | Treść | Źródło                      |
| Nr 1  | 19 kwietnia | Na stronie 1 zamieszczono treść pozwolenia na wydawanie pisma, udzielonego przez Komitet Centralny jako Rząd Narodowy 10 kwietnia 1863 r. W pozwoleniu zaznaczono, że pismo nie będzie bezpośrednim wyrazicielem woli RN. Wstępny artykuł redakcyjny dotyczył przede wszystkim zamiaru zachowania niezależności pisma. Równocześnie apelowano o uznanie konieczności oddania nieograniczonej władzy przywódcom powstania, cytując m.in. zdanie M. Mochnackiego: rewolucja powinna być carem w swojem państwie. Na stronie 2 zamieszczono wiadomości zagraniczne m.in. informację o notach w sprawie polskiej, wystosowanych do Petersburga przez rządy Austrii, Francji i Anglii. Przekazano uzyskaną „z pewnego źródła” informację, że Cesarz Napoleon otrzymał odpowiedź twierdzącą na skierowane do „gabinetu turyńskiego” pytania o możliwość wystawienia armii 60 tys. sprzymierzonych (w przypadku wystąpienia szczególnych okoliczności). Przytoczono też tekst odezwy Wiktora Hugo do żołnierzy rosyjskich, ogłoszonej wcześniej (luty 1863) w piśmie Kołokoł; w tym m.in. zdania: Rycerze rosyjscy! niech was natchną Polacy; nie bijcie się z niemi. Macie przed sobą w Polsce nie wroga, lecz wzór. | [ 7 ] [ 8 ]                 |
| Nr 2  | 29 kwietnia | Na stronie 1 redakcja podjęła polemikę z autorami artykułu Interessa rewolucji powszechnej i narodowości, zamieszczonego w nr 88 i 91 „Dziennika Powszechnego”, w którym ostrzegano przed groźbą „kommunizmu”. Redaktorzy „Prawdy” napisali m.in.: Głównym i istotnym orężem rewolucji naszej są nie dzikie kommunistyczne namiętności proletarjatu, nie rabunek i pożoga, nie stryczek i trucizna, ale swojska kosa i znane od wieków męstwo Polskiej młodzieży. – To moskwa sieje komunizm, ale od kommunizmu zginie. […] Niech więc „Dziennik” ostrzega tego, kto mu płaci… Na stronie 2, kontynuując polemikę, napisano m.in. Walka obecna jest tak szczytna i święta, że ślepy tylko lub zaprzedany nie widzi ważnych jej skutków dla przyszłości Narodu naszego. W dziale wiadomości bieżących zawarto m.in. ocenę tych zagranicznych publikacji, w których tłumaczono udzieloną nam amnestją, jako akt wspaniałości i łaski carskiej, który powinien zadowolić nas koniecznie. Zamieszczono informację o aresztowaniu na 24 godziny księży celebrujących zakazane procesje, zorganizowane w Warszawie, przepisane na dzień Św. Marka. | [ 9 ] [ 10 ]                |
| Nr 3  | 7 maja      | Na stronie 1 zamieszczono artykuł wstępny pt. Polityka rewolucyjna. I. Autorzy przypomnieli podział Polaków na „czerwonych” i „białych”, wskazali korzystne zmiany ich postaw, ułatwiające porozumienie, m.in. w sprawie wspólnych celów polityki wewnętrznej. Napisano m.in. Obecna nasza rewolucja jest przede wszystkim polityczna; gdy odbudujemy narodowość w należnych nam granicach, pomyślimy o oczyszczeniu jej z innego złego. […] Wszyscy jak jeden mąż powstać winniśmy, by rząd najeźdźców nie miał oparcia na żadnej warstwie ludności. Poruszono kwestie zdobywania finansowych środków na prowadzenie walki. Za najważniejszą uznano władzę, która w czasie rewolucji powinna być absolutną […], centralną […], rozumną […] i energiczną. Na tej samej stronie zamieszczono nekrolog Stefana Bobrowskiego, naczelnika Warszawy i nadzwyczajnego Komisarza Centralnego Komitetu, który zginął w pojedynku. Na stronie 2 przedstawiono sylwetkę zmarłego oraz okoliczności, w których do pojedynku doszło, bezpośrednio związane z walką stronnictw politycznych (Stefan Bobrowski sprzeciwiał się dyktaturze Mariana Langiewicza). Opisano też kilka innych wydarzeń, które miały miejsce w kraju na początku maja | [ 11 ] [ 12 ]               |
| Nr 4  | 12 maja     | Numer poświęcono, niemal w całości, sprawie „listy dobrodziejstw” caratu dla Polski, opisanej 26 kwietnia w „Journal de Saint-Petersburg”, a później (4 maja) w „Dzienniku Powszechnym” (cyt.: żeby przekonać „większą część czasopism europejskich” jak się mylą rozpowiadając że nic dla Polski nie zrobiono za panowania Alexandra II). Redakcja komentuje wszystkie kategorie „łask i dobrodziejstw” cara: 1. Amnestje Akty łaski i miłosierdzia carskiego, 2. Wyznania, 3. Pensje, 4. Drogi kommunikacyjne, 5. Reorganizacja instytucji politycznych i administracyjnych, 6. Wychowanie Publiczne, 7. Reformy w stosunkach włościańskich, 8. Rozciągnięcie prawa powszechnego do izraelitów w Królestwie, 9. Reorganizacja różnych innych władz administracyjnych Królestwa, 10. Reformy sądowe, 11. Wypracowania innych projektów prawodawczych i administracyjnych, 12. Władza wykonawcza i administracyjna. W podsumowaniu stwierdzono m.in.: …naród związał się w konfederacją zbrojną i już nie chce od cara reformy, a sam ją z orężem w ręku przeprowadza. Każe carowi ustąpić z granic swoich za Bug i Niemen, za Dniepr i Dźwinę. Królestwo spieszy na pomoc Litwie i Rusi, bo jeżeli samo było ofiarą, to stokroć razy większą była nieszczęśliwa i Ruś i Litwa. Poza własnym komentarzem zamieszczono – w dziale Wiadomości bieżące – tekst artykułu na ten sam temat, zamieszczonego 4 maja w dzienniku „Morning Post”, organie Lorda Palmerstona. | [ 14 ] [ 15 ]               |
| Nr 5  | 18 maja     | Na obu stronach numeru zamieszczono drugą część artykułu pt. Polityka rewolucyjna. II, odnoszącą się do stosunków z Zagranicą. We wstępie redaktorzy napisali m.in.: Jesteśmy narodem podbitym, lecz nie zniweczonym; […] jesteśmy całością rozerwaną politycznie, ale jednolitą w samym rdzeniu… oraz …winniśmy rozważyć cośmy czynić powinni by nie zostać martwym, a więc godnym odcięcia członkiem rodziny europejskiej. Pisząc o stosunkach z Rosją i Niemcami podkreślali różnicę między stosunkiem do rządów i do narodów obu sąsiednich państw, wskazując konieczność odzyskania ziem zajętych przez obu zaborców i możliwość zgodnej współpracy narodów. Napisali m.in. Wprzód nam bagnetem zamkną usta, nim przestaniemy mówić o całej i pracować dla całej Polski. Taka może być polityka dzisiejszej rewolucji polskiej w stosunku do zaborów. Po krótkiej analizie postawy narodów i rządów Europy Zachodniej wobec powstania napisali m.in., że jest istotne …by Zagranica wiedziała, że powstanie nasze nie jest wojną proletarjatu z patrycjatem, lecz walką o niepodległość polityczną. Wprawdzie na zagranicę wiele liczyć nie możemy, jednak lepiej jest mieć tysiąc przyjaciół, jak jednego nieprzyjaciela. W odrębnym rozdziale Karność powstańcza autorzy wrócili do spraw wewnętrznych, akcentując konieczność karności zarówno w walce, jak w służbie publicznej. […]…zalecajmy posłuszeństwo jedni drugim, by nie zginąć w rozterkach…. W dziale Wiadomości bieżące zamieszczono tekst artykułu wydrukowanego 7 maja w „Morning Post”, ilustrujący zachodnioeuropejskie opinie o treści odpowiedzi Gabinetu Petersburskiego na noty trzech mocarstw w sprawie Polski. | [ 16 ] [ 17 ]               |
| Nr 6  | 23 maja     | Numer zawiera: - tekst Dekretu Rządu Narodowego z 14 maja 1863 w sprawie przestrzegania zasad konspiracji w czasie korespondencji związanej z powstaniem (zawierający m.in. punkt 4 – Każdy, ktokolwiek przekonanym będzie, że na podstawie korespondencji u niego znalezionych nastąpiło aresztowanie polityczne ulegnie surowej karze) - artykuł redakcyjny z okazji upłynięcia 4 miesięcy od chwili rozpoczęcia walk – w tym stwierdzenia, że dziś, …po czterech miesiącach wysilonej walki, powstanie liczy czterykroć więcej ludzi i broni, szerzy się jawnie na czterykroć większym obszarze, czterykroć pewniejsze zwycięztwa., - artykuł Wódz Narodowy, w którym przypomniano sylwetki najznakomitszych wodzów w historii i podjęto próbę odpowiedzi na pytanie …jakich chcielibyśmy mieć wodzów? W trzecim z tych tekstów zawarto krytyczne opinie o sytuacji w polskim wojsku, np. Tak u nas bywało, że pan R. niechciał służyć pod panem B., bo jakże hrabia ma słuchać mieszczucha? A pan Z., nie chciał przyjąć w pomoc pana J., bo chciał by przy nim została sława. Pan M. zaś mniema, że tylko jego plany i planiki mogą zbawić Polskę, więc intryguje pod panem L., i tak bez końca. Dział Wiadomości bieżące poświęcono sprawie moskiewskiego rozporządzenia, zgodne z którym osobom, które dostarczały informacji o liczbie i działaniach oddziałów powstańczych, zapewnić bezpieczeństwo osobiste poprzez przesiedlenie do guberni moskiewskich. Redakcja komentuje m.in. słowami: Moskwa przesadza nasze chwasty na swe pola. […] …jest to jedyna reforma, którą od niej przyjmujemy. | [ 18 ] [ 19 ]               |
| Nr 7  | 3 czerwca   | W artykule wstępnym ponownie wyrażono przekonanie o nieskuteczności działań dyplomatycznych (fragment: Moskwa szydzi sobie z […[ przyjaznych oświadczeń dworów zagranicznych i powiada, że nas przyjmie do swojego miłosiernego serca jak tylko broń złożymy. Czyż to nie szyderstwo z nas i z demokracji?). Tekst kończy wezwanie: Naprzód więc, naprzód a zgodnie, bo nas przeklinać będą przyszłe pokolenia, żeśmy nie warci byli zwać się Polakami, zostawując im kajdany niewoli i najłaskawsze carskie ukazy. Resztę numeru wypełniają: - list Do wierno-poddańczej szlachty rossyjskiej, pełen ostrej krytyki i gorzkich wyrzutów (fragment: …wyznajemy, że kiedyś mieliśmy nadzieję wspólnie z wami na wolność pracować, lecz dziś widzimy żeście zanadto nawykli do obróży, że rozbrat między nami jest konieczny… - artykuł „Machiawelizm”, w którym autorzy przypominają zasady tak nazwanej polityki i starają się pokazać jak moskwa i niemcy dobrze ją na nas praktykują, - wiersz ku pamięci Mieczysława Romanowskiego, poległego 24 kwietnia 1893 pod dowództwem „Lelewela” (ps. Marcina Borelowskiego), - Wiadomości bieżące – w tym opis spotkania deputacji brytyjskiego towarzystwa zjednoczonych rzemiosł z Lordem Palmerstonem (18 maja); delegaci poinformowali, że towarzystwo apeluje o zgodne wsparcie Polski przez Anglię i Francję, przy czym, jeżeli działania dyplomatyczne będą nieskuteczne, to również innymi metodami, a wówczas rząd znajdzie gorące poparcie w miljonach przemysłowego ludu Anglii, - informacje o liczbie rannych w warszawskich szpitalach wojskowych oraz o różnych nadużyciach, gwałtach, rozbojach, rabunkach w Warszawie i w jej okolicach. | [ 20 ] [ 21 ]               |
| Nr 8  | 12 czerwca  | Na stronie 1 zamieszczono obszerny artykuł nt. Powstanie polskie i dyplomacja, ponownie wskazujący na nieskuteczność zabiegów dyplomatycznych i konieczność kontynuacji walki. Na stronie 2 znalazły się: - entuzjastyczna informacja: Korrespondencja Prawdy; Listy z Rusi: Ruś powstała! […] I oto Ruś Koronna powstaje cała od Prypeci aż po Dnieprowe progi, i obok świętych znaków narodowych, obok Orła i Pogoni, Archanioł Gabriel rozwiewa się swobodnie w powietrzu na chorągwiach ruskich. Herb to kijowszczyzny, godło narodowe Rusi. Radość na świecie polskim. Radość bez miary! Jutrzenka wielkiego święta już zaświtała dla nas, dla ludzkości! (w artykule – przypomniano historię ziem ruskich), - dział Wiadomości bieżące, w którym negatywnie oceniono znaczenie kolejnych not i fajerwerków przyjaznego słowa, wypowiadanego z delikatnością niezdolną nawet lekką przykrość sprawić despocie, mieniącemu się i głośno uznawanemu liberalnym, w tym m.in. zdanie: …Ludom Europy powinniśmy głośno powiedzieć, że ich współczucie nam drogie, ale ich władcom nie wierzym i wierzyć nie możemy, gdy z ich protekcji dostojnej nie przybył nam aż dotąd ani jeden karabin,… - dział Rozboje uliczne moskiewskie i korespondencja z czytelnikami ilustruje nastroje w Warszawie w minionym tygodniu. | [ 22 ] [ 23 ]               |
| Nr 9  | 19 czerwca  | Na stronie 1 zamieszczono trzecią część artykułu pt. Polityka rewolucyjna, odnoszącego się do stosunków z Zagranicą. We wstępie podzielono państwa Europy na trzy kategorie: państwa zupełnie nie zainteresowane sprawą polską (Persja, Danja, Holandja, Portugalia), zainteresowane pośrednio (królestwo Włoskie i Szwecja) i związane z Polską wspólnością interesów narodowych (Francja, Anglia, Austria). Poza tym stwierdzono m.in., że: …w polityce, a zwłaszcza w polityce europejskiej, uczuciowość bardzo podrzędną odgrywa rolę… oraz: Dziś, w każdem wdaniu się mocarstw w uciśnioną sprawę, w każdem jej wyłączeniu z rubryki sporu między buntowniczemi niewolnikami, a legalnym samodzierżcą, widzieć trzeba ukryty za parawanem filantropji materjalny interes, list zastawny, którego kupony staną się w przyszłości własnością orędowników Kolejno opisano – na tle historycznym – stanowisko Austrii, Francji i Anglii. Na stronie 2 opublikowano: - artykuł Bankokraci, przedstawiający m.in. ten etap historii rozwoju społeczeństw, w którym hierarchia oparta na „arystokracji rodu” nadawanych tytułach stopniowo ustępowała hierarchii opartej na kapitale. Autorzy napisali: …w miejscu przywileju, stanął kapitał, w miejsce rycerskich potomków bankierzy i gracze giełdowi, inaczej bankokraci. […] Arystokracja naszych czasów jest najobrzydliwszą mięszaniną elegancji i egoizmu. Po dawnej arystokracji zostały jej tylko maniery […]. Kapitał, to jej bałwan, a kto nie a kapitału to parja. - dział Wiadomości bieżące m.in. z informacją, że 12 czerwca na stokach Cytadeli ponieśli śmierć przez powieszenie Henryk Abicht i ks. Agrypin Konarski (potępiono Dziennik Powszechny, który przedstawił obu skazanych w negatywnym świetle); opisano również sylwetkę Zdzisława Kwiatkowskiego, 18-letniego porucznika kosynierów, który zginął 2 marca w bitwie pod Małogoszczem, - dział korespondencji, dotyczący wydarzeń Pułtusku, Częstochowie i na stacji kolejowej w Rokicinach. | [ 24 ] [ 25 ]               |
| Nr 10 | 26 czerwca  | Na stronie 1 opublikowano Wiadomości urzędowe, a w tym informacje: - Rządu Narodowego (z 15 czerwca, bezpośrednio po objęciu władzy przez Rząd Narodowy Karola Majewskiego), że rząd najezdniczy planuje prowokację, która ma doprowadzić zbrojnej manifestacji na ulicach stolicy, chcąc to ognisko ruchu narodowościowego zalać szlachetną krwią jego mieszkańców Warszawy; rząd apeluje o nie uleganie prowokacyjnym podszeptom i cierpliwość do chwili, gdy sam wezwania do walki nie ogłosi, - Rządu Narodowego (z 15 czerwca), że Stanisław Janowski i Stanisław Hebda, urzędnicy Komisji Skarbu, przelali na rozkaz rządu sumę 24 012 992 zł polskich i 20 groszy z Kasy Głównej do Kasy Rządu Narodowego (RN potwierdza, że obaj urzędnicy, zasłużeni dla sprawy polskiej, dostali polecenie wyjazdu za granicę ze specjalną misją, - Naczelnika Miasta (z 15 czerwca), że ogłoszony przez Komisję Skarbu wykaz Listów Zastawnych, przelanych z Kasy Głównej do Kass RN, jest niedokładny i fałszywy (przytoczono przykłady pozycji listy, które budzą zastrzeżenia), - Naczelnika Miasta (z 22 czerwca), że rząd najezdniczy nakazał przepisać na rzecz Skarbu tytuł własności nieruchomości w Warszawie (przy ul. Chmielnej, Grzybowskiej i Krochmalnej), które należą do Stanisława Janowskiego, wysłanego z misją za granicę (ewentualni nabywcy tych nieruchomości zostaną oddani pod Sąd Trybunału Rewolucyjnego). Pod urzędowymi informacjami zamieszczono tekst redakcyjny, zaczynający się od retorycznego pytania: Dokąd idziemy? W tekście znalazło się m.in. wezwanie: Wszyscy do obozu lub do urzędu, wszyscy do ojczystej służby! A jak nikt nie może się żadnym obowiązkiem wymawiać od noszenia karabinu, tak nikt brakiem nominacji na urzędnika nie wytłómaczy się z swéj bezczynności w ogólnéj pracy; dziś każdy żołnierzem lub urzędnikiem być powinien. Na stronach 2–4 znalazły się: - artykuł Powstanie polskie i dyplomacja. IV, - artykuł Pismomanja, na temat nadmiernej liczby i często niskiego poziomu prasy, wydawanej przez ludzi słabo przygotowanych i grzeszących niedojrzałym zapałem, - Listy z Rusi (w dziale Korrespondencja Prawdy), - nekrologi Leona Frankowskiego i Józefa Szymańskiego – zecera, składającego m.in. czasopismo Strażnica). W artykule Powstanie polskie i dyplomacja (jego treść, która zaważyła na dalszych losach pisma, była analizowana w kolejnych wydaniach) zawarto rozważania dotyczące stanowiska, jakie powinna zajmować Polska w czasie spodziewanego kongresu europejskiego. W treści znalazły się m.in. stwierdzenia: Rozwiązanie kwestii polskiej może być tylko jedno, żadnej zwłoki i żadnych półśrodków niecierpiące. Niech nam wrogowie oddadzą wszystkie prowincje zabrane, albo przynajmniej niech je postawią tak, abyśmy nie czuli, że między niemi jakaś graniczna linja istnieje, a wtedy pomówimy o kompromisie. …w rozważaniu kwestji polskiéj potrzeba być o ile można przezornym. I mówiąc jako strona najbardziej zainteresowana nie tracić z uwagi i stron pośrednio interesowanych, opiekuńczych. | [ 26 ] [ 4 ] [ 27 ] [ 28 ]  |
| Nr 11 | 6 lipca     | Zawartość wydania stanowią: - ostrzeżenie Rządu Narodowego (Wydział Prassy, 2 lipca), skierowane do Redakcji pisma politycznego Prawda, związane z tekstem Powstanie polskie i dyplomacja. IV, - Wiadomości Urzędowe: – dekret RN o pozbawieniu praw obywatelskich i banicji tych Polaków, którzy wciąż pozostają w służbie wojskowej moskiewskiej (21 czerwca), – informacja o zasługach obywateli woźnych Kassy Głównej Królestwa, którzy czynnie wspierali działania S. Janowskiego i S. Hebdy, prowadzące do przelania funduszy do Kasy Narodowej (22 czerwca), – informacje o zamknięciu ruchu Kolei Warszawsko-Petersburskiej w granicach Polski oraz konsekwencjach nie podporządkowania się dekretom (21–22 czerwca), – depesze z frontu o wkroczeniu oddziału Zygmunta Jordana z Galicji, bitwach na Litwie (pod wsią Draginy k. Popielan) oraz wkroczeniu generała Józefa Wysockiego na Wołyń. - Artykuły: – Do rządów europejskich, – Obywatelstwo w sprawie narodowej. Opinja, – W kwestii zawieszenia broni, - Wiadomości bieżące. | [ 5 ] [ 29 ] [ 30 ] [ 31 ]  |
| Nr 12 | 27 lipca    | Pierwszą stronę numeru odróżnia od poprzednich krój i wielkość czcionki, użytej w tytule PRAWDA. Zawartość wydania stanowią: - Wiadomości Urzędowe: – dekret RN z 17 lipca w sprawie odebrania majątkowych praw do dóbr, uzyskanych od władz najezdniczych za świadczenia na ich rzecz, m.in. Wszelkie lasy i dobra Narodowe przez najazd moskiewski darowane jako majoraty urzędnikom cywilnym i wojskowym, powracają do własności narodowej. […] Administratorowie, …, obowiązani są od dnia dzisiejszego wszystkie dochody z tychże dóbr i lasów pobierane, wnosić do najbliższych kass narodowych. – dekret RN z dnia 16 lipca, skierowany do wójtów gmin, zakazujący przekazywania władzom najezdniczym raportów politycznych, w tym sprawozdań o przechodzie i pobycie Wojsk Narodowych – ogłoszenie Wydziału Skarbu i rozkaz dzienny Naczelnika Miasta, dotyczący m.in. zasad oznaczania pieczęcią Wydziału II Zarządu Naczelnika wszystkich kwitów z opłaty podatku Narodowego (ostrzeżono Obywateli, że 1000 kwitów – bez tej dodatkowej pieczęci – dostało się w ręce moskali), – dekret Wydziału Spraw Wewnętrznych z dnia 20 lipca, w którym stwierdzono, że każdy dziedzic, któryby z rat dzierżawnych nie potrącił dzierżawy zniesionych okupów i czynszów włościańskich od dnia 22 stycznia r.b., jako nieposłuszny dekretowi z dnia 22 stycznia r.b.. oddany będzie pod Sąd Trybunału Rewolucyjnego…, - krótka informacje redakcji o polemice, jaka toczy się w prasie na temat artykułu Powstanie polskie i dyplomacja. IV, - obszerny artykuł Dyplomaci polscy i powstanie narodowe – ponowienie próby wyjaśnienia stanowiska redakcji w sprawie możliwości samodzielnego odzyskania niepodległości oraz ewentualnego zawieszenia broni na czas konferencji europejskiej, zorganizowanej z inicjatywy mocarstw opiekuńczych (po spełnieniu określonych warunków udziału władz powstańczych w tej konferencji). - Korrespondencja Prawdy: – Wilno, 9 lipca 1863, – Piszą nam z Mińska (5 lipca), – Suwałki, 9 lipca 1863, - Wiadomości bieżące, m.in.: – Adres Rzemieślników Francuzkich do Cesarza, kończący się słowami: Najjaśniejszy Panie! Zbaw, zbaw Polskę! W tej nadziei jesteśmy, Najjaśniejszy Panie! – polemika z autorami artykułów w bieżącej prasie rosyjskiej, francuskiej, śląskiej i niemieckiej. - Od Redakcji, [fragment]: W numerze 10 naszego pisma […] wzywaliśmy wydawców pism podziemnych, aby liczbę wydawanych dzienników ograniczyli do rzeczywistej potrzeby, inne zaś zawiesili, w imię dobra publicznego. Dziś, kiedy rozpoczętem zostało wydawnictwo dziennika urzędowego pn. Niepodległość, posiadające dostateczne środki […], zmniejszyła się jeszcze bardziej potrzeba pism prywatnych. […] Z tego powodu z wyjściem niniejszego numeru, zaprzestajemy wydawnictwa Prawdy. Czynim to z wolnej i nieprzymuszonej woli, przekonani w głębi sumienia, że wydawnictwem naszem nie przynieśliśmy szkody sprawie Narodowej, lecz owszem ile sił stało działaliśmy na jej korzyść.                                                                      | [ 32 ] [ 33 ] [ 34 ] [ 35 ] |